# 貝爾太空船悖論

上圖：在S系中，太空船間的距離保持不變，而繩子收縮；下圖：在S′系中，太空船間的距離增加，而繩子長度保持不變。

貝爾太空船悖論（英語：Bell's spaceship paradox）為狹義相對論中的一項思考實驗。最初是由德灣（E. Dewan）與貝然（M. Beran）於1959年設計，但後來因為約翰·貝爾（John Stewart Bell）在其個人論文集中提及相關的改版而廣為人知，而被稱作「貝爾太空船悖論」。首先有一條細柔易斷的繩子被繫在兩艘太空船間。在慣性系S觀察下，兩艘太空船同時以相同的加速度開始進行加速；因此以S的觀察，兩艘太空船在所有時間都有相同的速度。是故兩者皆發生了相同的勞侖茲收縮，所以包括繩子在內的整體組合似乎都發生相等程度的收縮，乍看之下，繩子不會因為加速度而發生斷裂。
這樣的論點，透過德灣、貝然兩者以及貝爾的闡述，證明是錯的。太空船間的距離並不進行勞侖茲收縮，其在S系中保持不變，因為兩艘太空船是同時進行相同的加速。而在與太空船為相對瞬間靜止的共動慣性系S′中，兩艘太空船間的距離是比一開始還要長，因為在此參考系中，兩艘太空船的加速並非同時，肇因是相對同時這因素。至於繩子，其為一個由靜電力維持其組成的物理實體，則保持固定的靜止長度。因此在S中，它必然會進行勞侖茲收縮，此可透過運動物體的電磁場計算來得到。總結來說，在S及S′兩個參考系中，繩子都會斷裂：在S′系中，因為太空船不是同時加速而彼此間距離會增加，而造成繩子斷裂；在S系中，繩子因為本身的長度收縮而斷裂。
接下來，一物體的靜止長度或「固有長度」（proper length）為在其靜止參考系所測量的長度。（在此特例中，此長度對應到兩事件之間的固有距離，而此二事件的測量是在物體靜止系中同時對兩端點所做。）

## 德灣與貝然版本
德灣與貝然的思想實驗為如下陳述：
「考慮兩根相同構造的火箭，一開始於慣性系S中靜止。讓這兩根火箭朝向同一方向，一根在另一根的後方。假設在一預先設定的時間點，兩根火箭同時點火（相對於S系），則兩根火箭相對於S系的速度會在整個實驗中一直保持相同（即使速度是時間的函數。）從定義上來說，這表示相對於S系，兩根火箭之間的距離不會產生改變，即使兩者速率攀升至相對論性速度。」
接下來重複一樣的實驗設計，但這次前方火箭的尾端與後方火箭的前端中間繫上了一條拉緊的絲線。兩位學者闡述了：
「根據狹義相對論，相對於S系，絲線必須要收縮，因為其對S系有相對速度。然而在S系中，兩根火箭間的距離保持固定，綁緊的絲線則無法收縮。因此在絲線上會出現應力，在速度高到一定程度時，超過了絲線的彈性極限而絲線斷裂。」
德灣與貝然亦討論了與前方火箭瞬時共移的慣性系觀點，採用到勞侖茲轉換：
「由於公式{\displaystyle \scriptstyle t'=(t-vx/c^{2})/{\sqrt {1-v^{2}/c^{2}}}}，(..)在此採用的參考系有著不同的校時方案，原因是{\displaystyle vx/c^{2}}項。我們可以推導出：當{\displaystyle v}增加，在瞬時慣性系觀察下，不只前方火箭與後方火箭間的距離會增加，前方火箭也較後方火箭更早發動引擎。」
他們因此做出結論：
「總結來說：一物體的所有部位都以相對於一慣性系之相同加速度進行加速（或者說相對於一個座標固定也不旋轉的慣性系），這樣的物體會普遍感受到相對論性應力。」
接著他們針對反對意見做出討論。反對者指出以下二情形不應有差異：a)連結桿兩端的距離，b) 兩個未連結的物體，而其相對於一慣性系呈相同速度運動。德灣與貝然對此反對意見的辯解為：
- 既然火箭是以完全相同方式建造，且在S系中是於同一時刻開始相同的加速，則它們在S系中必然一直保持相同速度。因此在S系中，它們必然行經相同距離，而彼此間的距離在S系中會保持不變。假若S系中彼此間的距離發生收縮，則表示火箭在此參考系中有不同速度，這樣則與相同構造的火箭以及相同時間、相同加速的前提相違背。
- 他們也提出了，其實a)與b)兩種情形真的不同：案例a)是尋常的長度收縮例子，S0系中桿子的靜止長度為l0；若桿子是剛體，則靜止長度永遠保持不變。在這條件下，桿子會在S系中收縮。然而在案例b)中的距離不能被視作剛體，以其在S0中，此距離會因不相等的加速而逐漸增加。若要保持此距離不變，則兩火箭需要交換航行資訊並對速度做出調校才能達成，這些複雜情況並不會在案例a)中發生。